# Trossachs

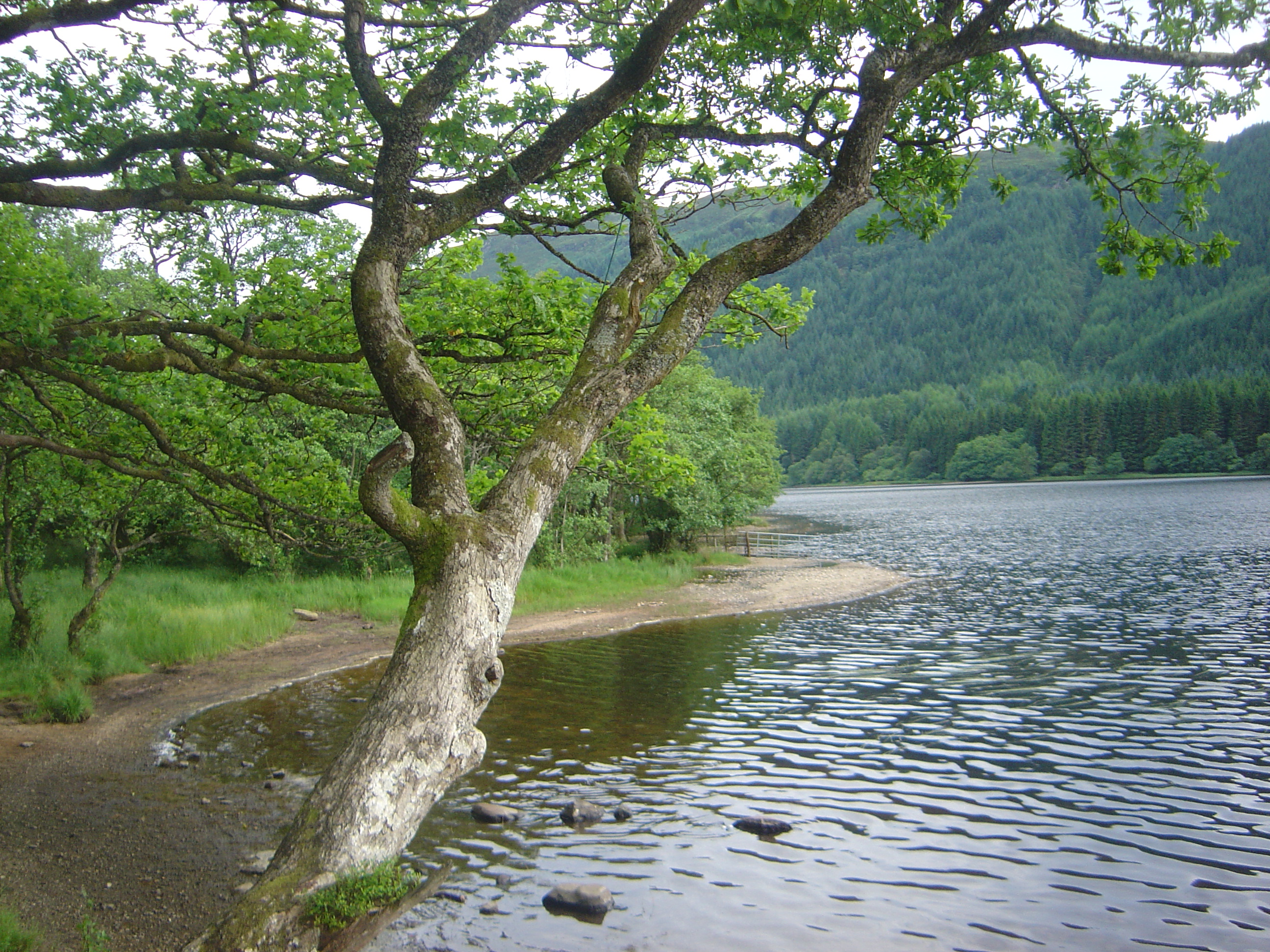
Ein Loch in den Trossachs

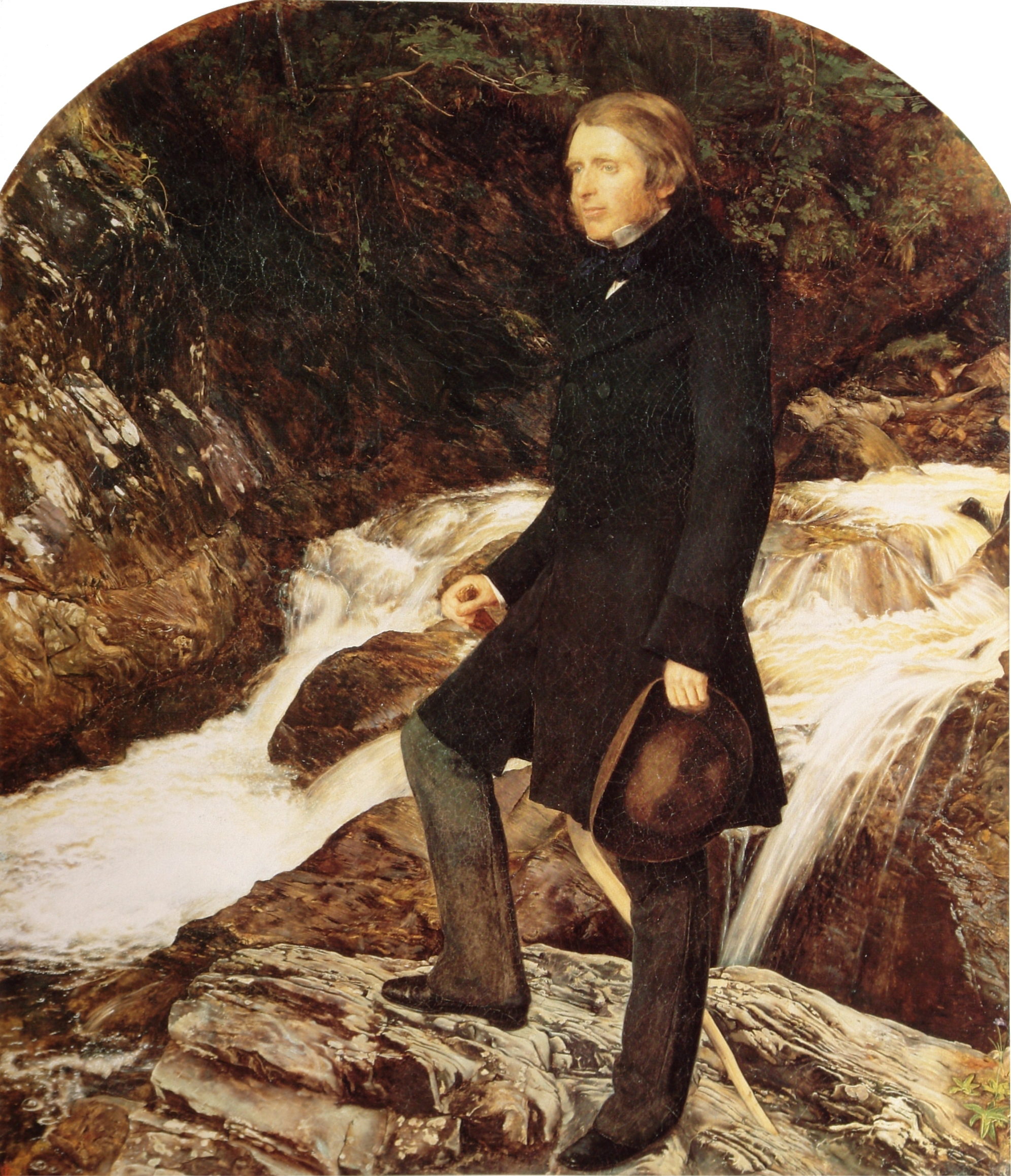
„John Ruskin bei Glenfinlas in den Trossachs“ von John Everett Millais 1853–4 gemalt

Die Trossachs (anhörenⓘ; gälisch: Na Trosaichean) sind ein kleines bewaldetes Tal (glen) in Stirling, einer  Council Area in Schottland. Es liegt zwischen Ben A’an im Norden und Ben Venue im Süden, Loch Katrine im Westen und Loch Achray im Osten. Allerdings wird der Name in der Regel auch für die weitere Umgebung von bewaldeten Tälern, Abhängen und Seen im Osten von Ben Lomond benutzt. Der Lake of Menteith, einer der wenigen nicht als „Loch“ bezeichneten schottischen Seen, liegt zehn Kilometer im Südosten des Glens, am Rande der Umgebung der Trossachs.

## Popularität
Die landschaftlichen Reize der Region wurden durch das Gedicht von Sir Walter Scott The Lady of the Lake aus dem Jahre 1810 bekannt. Scotts 1817 historischer Nachfolgeroman Rob Roy romantisiert den geächteten Viehdieb Raibert Ruadh, der bei Loch Katrine geboren und nahe Balquhidder begraben wurde.

## Tourismus und Entwicklung
Der Effekt der romantischen Literatur von Scotts war ein gewaltiger Zustrom an Touristen und die Gründung eines Hotels, namentlich des Trossachs Hotel, das am Nordufer von Loch Achray errichtet wurde. Das Hotel steht heute immer noch als Teil der An Tigh Mor Trossachs-Ferienwohnungen.
Loch Katrine veränderte sich 1859 sehr als ein Damm am östlichen Ende und damit verbundene Aquädukte erbaut wurden, um eine neue Hauptwasserleitung nach Glasgow zu verlegen. Auf Kosten der Glasgower Wasserwerke wurde Königin Viktoria ein Ferienhaus mit guter Sicht auf den See erbaut. Das Royal Cottage wurde nie von ihr genutzt und endete als Unterkunft von Scottish-Water-Mitarbeitern. Eine Dampfschiffverbindung wurde geschaffen und die 1900er SS Sir Walter Scott ist immer noch in Betrieb. Das Gebiet ist nun Teil des Loch Lomond and the Trossachs National Parks.

## Ruskin
Der führende Kritiker für viktorianische Kunst, John Ruskin (1819–1900), und der Maler John Everett Millais (1829–1896) verbrachten 1853 den Sommer zusammen bei Glenfinlas in den Trossachs. Millais begann ein Porträt von John Ruskin während des Besuches, das er im folgenden Jahr vollendete. Das Gemälde ist in privater Hand, aber wurde während einer Ausstellung von der Tate Britain in London 2004 gezeigt. John Ruskin selbst war sehr interessiert an den Felsformationen in dem Gebiet und unternahm seine eigenen Studien dazu.